# Synallaxis moesta
El pijuí oscuro (Synallaxis moesta), también denominado colaespina oscura (en Ecuador), chamicero selvático o rastrojero selvático (en Colombia), cola-espina oscuro (en Perú) o pijuí sombrío, es una especie de ave paseriforme de la familia Furnariidae perteneciente al numeroso género Synallaxis. Es nativa de la región andina del noroeste de América del Sur.

## Distribución y hábitat
Se distribuye desde el centro de Colombia, hacia el sur por el este de Ecuador, hasta el noreste de Perú, al este de los Andes.
Esta especie es considerada poco común y local en su hábitat natural: el denso sotobosque de bordes de selvas húmedas montanas y de tierras bajas adyacentes entre los 200  y los 1350 m de altitud.

## Descripción
Mide entre 16 a 17 cm de longitud y pesa entre 20 y 25 g. Es pardo-oliváceo oscuro por arriba con una corona rufo brillante; la cara y la garganta oscuras están separadas por una banda malar blanca. La frente, amplia, es oscura, las alas rufas y la cola castaña. Por abajo es gris, más oscuro todavía en las aves de Ecuador y Perú. Se parece con Synallaxis cabanisi, con quien no se sobrepone.

## Estado de conservación
El pijuí oscuro ha sido calificado como casi amenazado por la Unión Internacional para la Conservación de la Naturaleza (IUCN) debido a que, con base en modelos de deforestación futura de la cuenca amazónica, se espera un declinio de 25 a 30% en la población de la misma en las 3 próximas generaciones.

### Amenazas
La amenaza principal es la acelerada deforestación de la cuenca amazónica. Se piensa ser particularmente susceptible a la fragmentación y efectos en los bordes: como especie verdaderamente florestal no es encontrada en áreas pesadamente deforestadas. Su hábitat está generalmente sobre intensa presión para desarrollo de agricultura.

### Acciones de conservación
No se conocen acciones de conservación.

## Comportamiento
Usualmente anda en pares que se arrastran y juguetean en la densa maleza cerca del suelo. En algunas áreas prefiere enmarañados de bambú. Difíciles de ser vistos, a menudo revelan su presencia vocalizando.

### Vocalización
Emiten un cotorreo nasal de bajo tono  «rha-a-a-a-a-a-a-a».

## Sistemática

### Descripción original
La especie S. moesta fue descrita por primera vez por el zoólogo británico Philip Lutley Sclater en 1856 bajo el mismo nombre científico; su localidad tipo es: «Bogotá».

### Etimología
El nombre genérico femenino «Synallaxis» puede derivar del griego «συναλλαξις sunallaxis, συναλλαξεως sunallaxeōs»: intercambio; tal vez porque el creador del género, Vieillot, pensó que dos ejemplares de características semejantes del género podrían ser macho y hembra de la misma especie, o entonces, en alusión a las características diferentes que garantizan la separación genérica; una acepción diferente sería que deriva del nombre griego «Synalasis», una de las ninfas griegas Ionides. El nombre de la especie «moesta», proviene del latín «moestus»: triste, apenado.

### Taxonomía
Forma un grupo de especies con Synallaxis macconnelli y Synallaxis cabanisi, los datos genético-moleculares confirman que las tres forman un clado: el «grupo moesta».  Todas han sido tratadas como conespecíficas pero difiere de ambas por la estructura de la cola. Un estudio genético reciente encontró que la presente especie es pariente cercana al «grupo ruficapilla», integrado por S. ruficapilla, S. cinerea y S. infuscata. La subespecie brunneicaudalis fue anteriormente tratada como especie separada.

### Subespecies
Según las clasificaciones del Congreso Ornitológico Internacional (IOC) y Clements Checklist/eBird v.2019 se reconocen tres subespecies, con su correspondiente distribución geográfica:
- Synallaxis moesta moesta P.L. Sclater, 1856 – piedemonte de los Andes orientales en el centro de Colombia (sur de Casanare al sur hasta el noroeste de Meta).
- Synallaxis moesta obscura Chapman, 1914 – piedemonte al este de los Andes en el sur de Colombia (Caquetá, Putumayo).
- Synallaxis moesta brunneicaudalis P.L. Sclater, 1858 – piedemonte al este de los Andes desde el extremo sur de Colombia (sureste de Nariño) hacia el sur a o largo de Ecuador, hasta el noreste del Perú (Amazonas, San Martín, oeste de Loreto).